# Процессуальная форма
Процессуальная форма — урегулированный нормами процессуального права порядок осуществления процессуальной деятельности и документального закрепления её результатов.
Процессуальная форма является специфической разновидностью правовой формы государственной деятельности.
Процессуальная форма установлена для:
- порядка производства по делу в целом (она определяет состав, содержание, последовательность этапов и стадий процесса, а также условия движения по этапам и стадиям);
- порядка осуществления отдельных процессуальных действий (условия их совершения, состав, содержание и варианты возможных процессуальных решений);
- процессуальных документов (номенклатура, назначение, содержание).

## Сущность процессуальной формы
Сущность процессуальной формы заключается в детальной и жёсткой регламентации процессуального поведения:
- с точки зрения конкретного содержания этого поведения;
- с точки зрения логической последовательности действий;
- с точки зрения времени и места их совершения;
- с точки зрения их документального оформления.

## Соотношение процессуальной формы и закона
Процессуальная форма определяет, что, где и когда нужно сделать, а закон даёт ответ на вопрос, как это нужно сделать.

## Уголовно-процессуальная форма
Уголовно-процессуальная форма характеризуется наибольшей сложностью и детальностью по сравнению с иными юрисдикционными процессами. В уголовном процессе допустимы только те действия и решения, которые прямо предусмотрены законом, и в порядке, который установлен законом. Уголовно-процессуальная форма имеет свои особенности применительно к отдельным категориям дел. Например, дела частного обвинения, производство по делам несовершеннолетних и др.

## Гражданская процессуальная форма
Процессуальная форма находится в тесной связи с принципами и методом правового регулирования той или иной отрасли. Поэтому гражданская процессуальная форма в соответствии с принципом диспозитивности предполагает большую свободу действий.